# Tantaliana
Tantaliana is een geslacht van vlinders van de familie Eupterotidae.

## Soorten
- T. crepax (Wallengren, 1860)
- T. nigristriata (Janse, 1915)
- T. signifera (Walker, 1856)
- T. tantalus (Herrich-Schäffer, 1854)